# Friedrich Dürrenmatt
Friedrich Dürrenmatt, född 5 januari 1921 i Konolfingen, död 14 december 1990 i Neuchâtel, var en schweizisk författare, dramaturg och regissör, bland annat vid teatern i Basel.
Dürrenmatt har gestaltat kampen mellan gott och ont i dramer och romaner. En del romaner är till formen kriminalromaner som Kommissariens löfte. Vissa av hans verk har även filmatiserats, som till exempel Besöket 1964 och Löftet 2001. 1952 kom han ut med novellsamlingen Tunneln och andra berättelser.
Titelnovellen i den samlingen, ”Tunneln”, är ett av Friedrich Dürrenmatts viktigaste verk och räknas som en surrealistisk klassiker.

## Verkförteckning
I svensk översättning
- 1952 Domaren och hans bödel (Der Richter und sein Henker) (översättning: Ingegerd Lundgren) (Tiden, 1956)
- 1952 Tunneln och andra berättelser (Der Tunnel)
- 1953 Misstanken (Der Verdacht) (översättning: Ingegerd Lundgren) (Tiden, 1957)
- 1955 Grek söker grekinna (Grieche sucht Griechin) (översättning: Ingrid och Ingmar Forsström) (Tiden, 1961)
- 1956 Besök av en gammal dam: en komisk tragedi (Der Besuch der alten Dame) (översättning: Britt G. Hallqvist ; bearbetning: Hellwig/Hellwig) (Stockholms stadsteater, 1993)
- 1956 Med brott benådad (Die Panne) (översättning: Ingegerd Lundgren) (Tiden, 1958)
- 1958 Kommissariens löfte (Das Versprechen) (översättning: Ingegerd Lundgren) (Tiden, 1959)
- 1962 Fysikerna: en komedi i två akter (Die Physiker) (översättning: Bengt Anderberg) (Göteborgs stadsteater, 1962)
- 1971 Fallet (Der Sturz) (översättning: Nils Pontén-Möller) (Tiden, 1972)
- 1981 Vinterkriget i Tibet (Der Winterkrieg in Tibet) (översättning: Gabriela Nohldén) (Janus, 1983)
- 1985 Mördarens advokat (Justiz) (översättning: Tora Palm) (Bromberg, 1986)
- 1986 Uppdraget: eller Betraktarens betraktande av betraktarna (Der Auftrag) (översättning: Tora Palm) (Bromberg, 1989)

## Andra pjäsöversättningar (otryckta)
- Dubbelgångaren: en fantasi för radio (Der Doppelgänger) (översättning: Ingeborg Becker) (1950-talet)
- Experimentet Vega (Das unternehmen Wega) (översättning: Olof Jonason) (Radioteatern, 1950-talet)
- Stopp i motorn: radiopjäs (Die Panne) (översättning: Erwin Leiser) (Radioteatern, 1957)
- Meteoren: komedi i två akter (Der Meteor) (översättning: Bengt Anderberg) (Göteborgs stadsteater, 1966)
- Dödsfajten eller Komedien om den borgerliga äktenskapstragedien (August Strindbergs "Dödsdansen" bearbetad av Friedrich Dürrenmatt, redigerad för Växjöensemblen av Carl-Johan Seth) (Riksteatern, 1971)
- Romulus den store (Romulus der Grosse) (översättning: Palle Granditsky, bearbetning: Arn-Henrik Blomqvist) (Folkteatern i Göteborg, 1994)

## Annat på svenska eller utgivet i Sverige
- Temanummer om Friedrich Dürrenmatt. Tidskriften Janus, nr 27 (1983)
- Die Physiker, 1964, med svensk ordlista

## Filmatiseringar
Kommissariens löfte har filmats flera gånger:
- 1958: Es geschah am hellichten Tag av Ladislao Vajda med Gert Fröbe.
- 1996: The Cold Light of Day av Rudolf van den Berg med Richard E. Grant och Simon Cadell.
- 2001: Löftet (The Pledge), regisserad av Sean Penn med Jack Nicholson.

## Bearbetad till opera
- Besök av en dam: opera i tre akter (libretto efter Friedrich Dürrenmatts tragiska komedi Der Besuch der alten Dame av Gottfried von Einem) (översättning: Kerstin Meyer) (Stockholm : Operan, 1976)

## Utmärkelser
- Georg Büchner-priset 1986
- Schiller-Gedächtnispreis 1986
- Asteroiden 14041 Dürrenmatt[2]